# Neuköllner Sportfreunde
Neuköllner Sportfreunde is een Duitse sportclub uit het Berlijnse stadsdeel Neukölln. De club telt 1500 leden en is actief in American Football, atletiek, baseball, basketbal, bowling, boksen cheerleading, handbal, hockey, kegelen, kunstrolschaatsen, kunstschaatsen, seniorensport en voetbal.

## Voetbal
De club werd in 1907 opgericht als Jugend-Club Rixdorf en in 1917 werd de naam SV Hellas 1907 Neukölln aangenomen. In 1920 fusioneerde de club met Neuköllner SC 1920 en Neuköllner FC tot de Neuköllner Sportfreunde. In 1933 volgde een nieuwe fusie met FT 1904 Britz en in 1940 werd de naam Neuköllner SC aangenomen. Op sportief vlak speelde de club geen rol van betekenis voor de Tweede Wereldoorlog.
Na de oorlog werden alle Duitse voetbalclubs ontbonden. De club werd heropgericht als SG Neukölln-Süd en nam in 1947 opnieuw de historische naam Neuköllner Sportfreunde aan. De club trad voor het eerst uit de schaduw van succesvollere plaatselijke rivalen in 1964 toen de club naar de Amateurliga Berlin promoveerde, de derde klasse. Na één seizoen werd de club weer een klasse lager verwezen, maar slaagde erin om meteen terug te keren. De club promoveerde verrassend voor favorieten BFC Meteor 06 en VfL Nord Berlin naar de Regionalliga Berlin, de tweede klasse. De Regionallig was een maatje te groot en de club degradeerde. De Sportfreunde promoveerden meteen weer, maar ook de tweede poging was een maat voor niets. Terug in de Amateurliga degradeerde of promoveerde de club niet voor het eerst sinds 1964. In 1972 echter volgde echter weer een nieuwe degradatie. In 1980 promoveerde de club terug naar de derde klasse en bleef daar toch 1985. Hierna verdween de club in de anonimiteit.
Op 1 juli 2001 fusioneerde de club met Rudower SV. In 2007 werd de seniorenafdeling vicekampioen in het eerste Duitse voetbalkampioenschap van teams met spelers boven de 40 jaar.